# Nokia 2650
Nokia 2650 – telefon komórkowy wyprodukowany przez firmę Nokia. Telefon z funkcjami GPRS, MMS, Java oraz dzwonkami polifonicznymi. Waży 97 g, a jego bateria ma pojemność 760 mAh. Pamięć telefonu wynosi 1 MB. Książka adresowa mieści 256 kontaktów.

## Dane techniczne

### Dane ogólne
- Alarm wibracyjny: tak
- Aparat cyfrowy: nie
- Bateria pojemność: 760 mAh
- Bateria rodzaj: Li-Ion
- Czas czuwania (MAX): 300 godz. (12 dni i 12 h)
- Czas rozm. (MAX): 180 min.
- Pamięć wewnętrzna: 1 MB
- Pamięć zewnętrzna: nie
- Sieci:	GSM 900/1800
- Masa:	96 [gram]
- Wymiary - długość: 85 mm
- Wymiary - grubość: 22.9 mm
- Wymiary - szerokość: 46 mm

### Wyświetlacz
- Liczba kolorów: 4096
- Rodzaj: kolorowy
- Szerokość: 128 px
- Wysokość: 128 px

### Dane / multimedia
- Bluetooth: nie
- Dyktafon: nie
- EDGE:	nie
- GPRS:	Class 4
- HSCSD: nie
- IRDA:	nie
- Java:	tak
- MP3: nie
- Obsługa USB: nie
- Przeglądarka XHTML: tak
- Radio FM: nie
- Radio FM - RDS: nie
- SyncML: nie
- Transmisja danych i faksów: tak
- WAP: tak

### Wiadomości
- EMS: tak
- Klient poczty: nie
- MMS: tak
- Raporty doręczeń: tak
- SMS: tak
- Video MMS: nie
- Wiadomości grupowe: tak
- Wiadomości sieciowe: tak

### Inne
- Alarm: tak
- Budzik: tak
- Data:	tak
- Kalendarz: tak
- Kalkulator: tak
- Organizer: nie
- Przypomnienie: tak
- Słownik: tak
- Stoper: tak
- Timer: tak
- Zegar: tak